# Ponte do Estreito de Malaca
A Ponte do Estreito de Malaca (em indonésio:  Jembatan Selat Malaka, em malaio:  Jambatan Selat Melaka ou Jembatan Selmal) é uma ponte internacional em estudo e que se situaria sobre o estreito de Malaca, ligando Malaca (Malásia Peninsular) a Riau (primeiro à ilha Rupat e depois à ilha de Samatra, Indonésia). O projeto foi submetido à aprovação dos governos malaio e indonésio e deve levar 10 anos para ser concluído. Depois de concluída, a ponte, de 48 km, será a ponte com a mais longa travessia marítima do mundo. O projeto terá duas pontes estaiadas e uma ponte pênsil, e ambas as categorias serão as mais longas pontes do mundo.

## História
Durante uma visita à Alemanha em março de 2013, o então presidente da Indonésia, Susilo Bambang Yudhoyono, disse que a construção da ponte planeada sobre o Estreito de Sonda teria prioridade. Yudhoyono disse que quatro anos antes havia rejeitado um pedido da Malásia para ajudar a construir a ponte sobre o Estreito de Malaca, já que a construção dessa ponte facilitaria a exploração dos recursos de Sumatra pela Ásia, além de potenciar os mercados económicos dos dois países.
Em 15 de outubro de 2013, o governo de Malaca resolveu retomar o polémico projeto de ponte de 48 km sobre o Estreito de Malaca para Dumai, na Indonésia, após um hiato de sete anos. O Exim Bank of China (Banco de Exportação e Importação da China) deve financiar 85% do custo do projeto (estimado em cerca de 14 000 milhões de dólares). O restante do financiamento é fornecido pelos fundos soberanos regionais e investidores privados.

## Críticas
A construção de uma ponte como esta teria inúmeras implicações, inclusive para a gestão dos movimentos dos navios no Estreito de Malaca, um dos canais de navegação mais movimentados do mundo. A construção da ponte é muito polémica, não apenas na Malásia e Indonésia, mas também nos países vizinhos, sendo apontados vários fatores contra a sua construção, como a altura da ponte, já que os navios terão que diminuir a velocidade ao fazer a passagem nas proximidades da ponte, e isso aumenta o tempo de trânsito, o que leva a um tempo de entrega mais longo, congestionamento de navios e custos de envio mais elevados. Também a probabilidade de aumento de pirataria é um risco, pois uma velocidade mais baixa também coloca os navios em risco de ataques, que não são raros no estreito. Há temores de que, com a ponte, os navios escolhessem passar em outros estreitos, como o estreito de Makassar e o estreito de Lombok, aumentando o custo de transporte, e ainda receios de impactos ambientais, pois o lado de Malaca da ponte fica perto de Padang Kemunting, onde está localizado o maior local de nidificação de tartarugas-de-pente na Península Malaia, portanto, a construção da ponte pode colocar ainda mais em perigo as tartarugas já criticamente ameaçadas.